# JWChat
JWChat — веб-клиент для обмена мгновенными сообщениями по протоколу XMPP.
Старейший из XMPP клиентов, написанных на JavaScript.
Программа является свободным программным обеспечением с открытым исходным кодом и распространяется под лицензией GNU GPL.

## Возможности
- Звуковые события.
- Поддержка сторонних сервисов обмена мгновенных сообщений ICQ, AIM, MSN и прочих.
- Создание аккаунтов.
- Хранение истории сообщений (требуется поддержка сервера).
- Вкладки чата.
- Разнообразные команды, включая добавление или удаление контактов, сортировка списка и т. д.
- Одновременное подключение к двум и более аккаунтам.
- Многопользовательский чат.
- Поддержка MUC (Message Understanding Conference).
- Сообщение об уходе/выходе.
- HTTP «привязки».

## Архитектура
Клиент основан на библиотеке JSJaC тех же авторов, которая представляет собой объектно-ориентированную библиотеку, поддерживающую соединение с XMPP (Jabber) сервером по протоколу BOSH, или более старому протоколу опроса через http. Работает через AJAX, и совместима с основными ajax-библиотеками и javascript-фреймворками.